# Apystomyia
Genre
Apystomyia  est un genre de diptères de la famille des Apystomyiidae.

## Liste d'espèces
Selon Catalogue of Life (18 août 2013) & ITIS (18 août 2013) :
- Apystomyia elinguis Melander, 1950